# Wundbehandlung
Die Wundbehandlung oder Wundversorgung ist die Reinigung und Versorgung von Wunden. Die Wundbehandlung umfasst diverse Maßnahmen, wie die Wunddokumentation oder das Wunddébridement und beinhaltet zudem die Anwendung verschiedener Materialien wie Wundauflagen und Wundspüllösungen. Wundversorgung wird sowohl in ambulanten als auch in stationären Einrichtungen unter anderen von Gesundheits- und Krankenpflegern und Altenpflegern ausgeübt, die eine Fachweiterbildung als Wunddiagnostiker oder Wundtherapeuten abgeschlossen haben. Die Wundbehandlung zielt ab auf die Verhinderung einer Wundinfektion und die rasche komplikationslose funktionserhaltende Regeneration des zerstörten Gewebes unter Wahrung der Lebensqualität des Patienten.

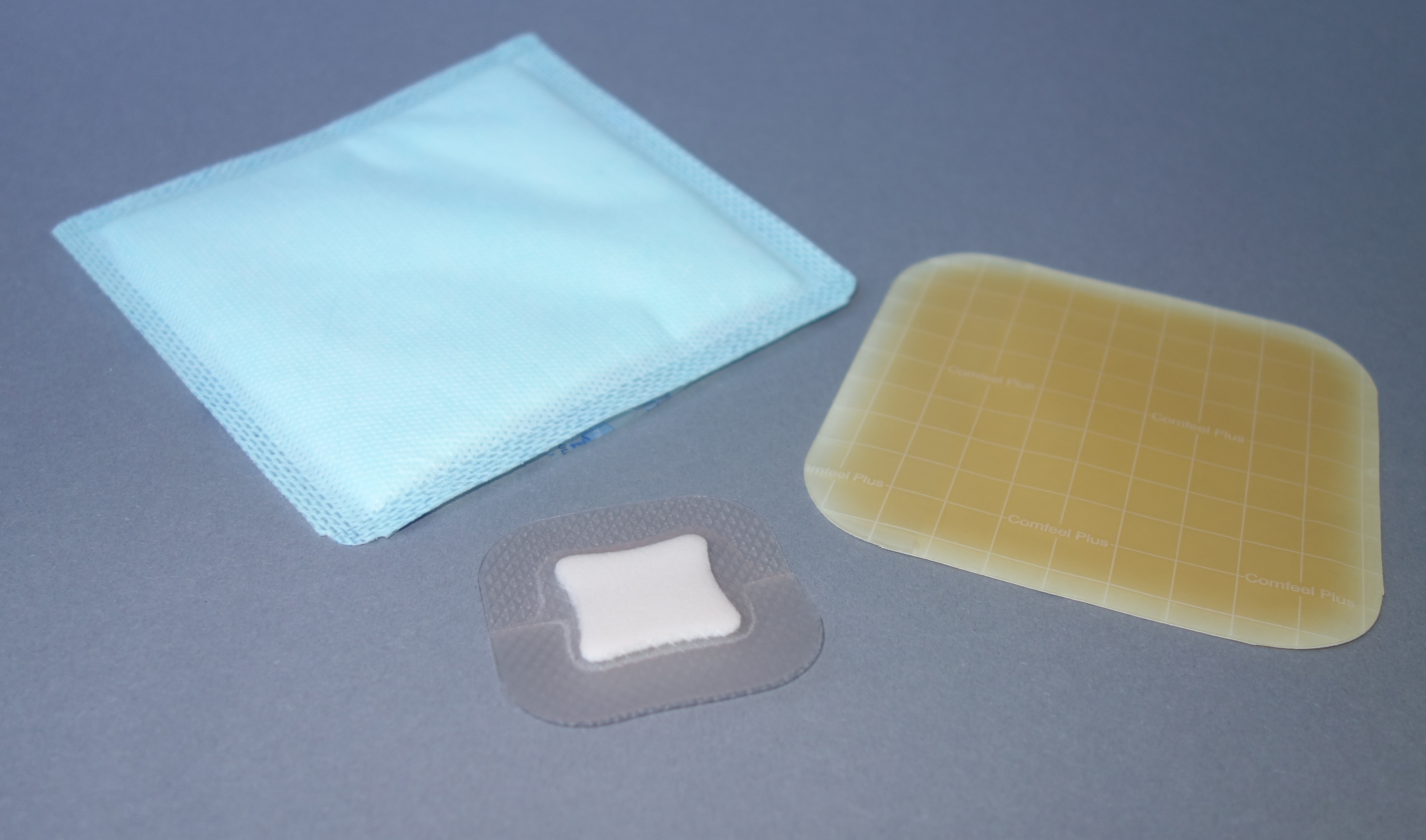
Moderne Wundauflagen

## Geschichte der Wundversorgung
Aus der Antike sind Darstellungen von Wundverbänden überliefert, die zum Teil einen Detailgrad aufweisen, der nahelegt, dass die Wundversorgung als professionelle Aufgabe verstanden wurde, nicht als spontane Maßnahme. Homer erwähnt in seiner "Ilias" mehrfach Wundversorgungen, die er als rationalen medizinischen Vorgang auf Basis einer etablierten Heilkunde beschreibt. So ist auf der Schale des Sosias, die zur Antikensammlung Berlin gehört, eine entsprechende Szene aus dem Trojanischen Krieg dargestellt: Achilleus versorgt seinen Freund Patroklos, der offensichtlich eine Pfeilwunde im Oberarm hat, mit einem komplexen mehrlagigen Verband.

### Antike
Erste schriftliche Erkenntnisse zur systematischen Behandlung von Wunden sind ebenfalls aus der Antike überliefert. Der Arzt Hippokrates, der um 400 v. Chr. auf der Ägäisinsel Kos praktizierte, beschrieb die Wundversorgung unter den Gesichtspunkten der damals verbreiteten Vier-Elemente-Lehre, die er auf die Vorgänge im menschlichen Körper anwandte. Demnach sei eine feuchte Wunde mit einem krankhaften Zustand verbunden, während eine trockene Wunde auf eine fortschreitende Heilung hindeute. Bei der Wundreinigung setzte Hippokrates von Kos Alkohol in Form von Wein ein. Arbeiten und Ansichten des Hippokrates sind uns in erster Linie durch Erwähnungen in den Werken späterer Schriftsteller überliefert, unter denen sich mit Soranos von Ephesos und Galenos selbst zwei bedeutende griechische Mediziner befanden, die beide im zweiten Jahrhundert in Rom praktizierten. Von beiden sind Beschreibungen zahlreicher Wundverbände überliefert – Soranos listet 60 auf und Galenos, der hauptberuflich Gladiatoren versorgte, kam sogar auf 108. Galenos stützte sich im Wesentlichen auf die Vier-Säfte-Lehre, also die medizinische Umsetzung der Grundgedanken der Vier-Elemente-Lehre. Neben seiner Tätigkeit als Gladiatorenarzt in Rom und Pergamon, sowie als Leibarzt Mark Aurels, verfasste Galenos zahlreiche Texte, die unter anderen als lateinische Übersetzungen arabischer Schriften überliefert wurden. Im Jahr 1525 veröffentlichte der Verleger Aldo Manuzio die erste Gesamtausgabe von Galenos' Arbeiten in griechischer Sprache in Venedig. Diese sogenannte „Aldina“ wurde Grundlage der lateinischen Übersetzung „Juntina“, die im Jahr 1541 ebenfalls in Venedig erschien.

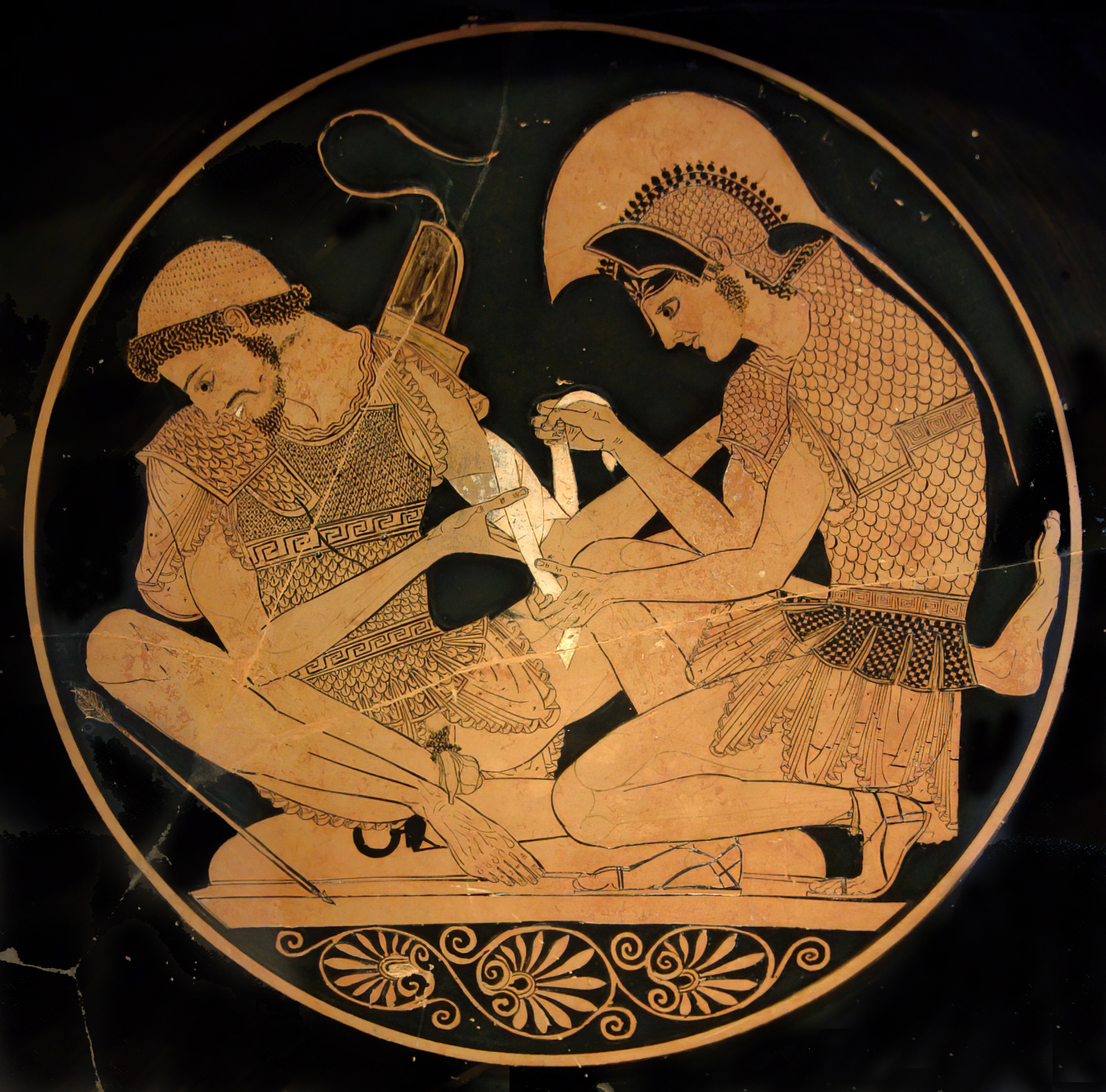
Sosias-Schale
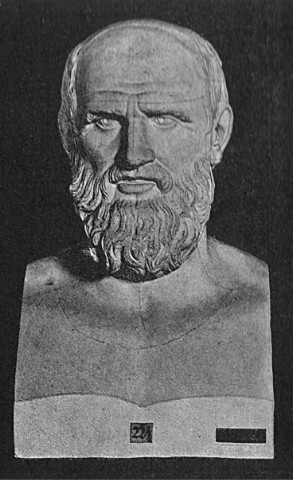
Hippokrates
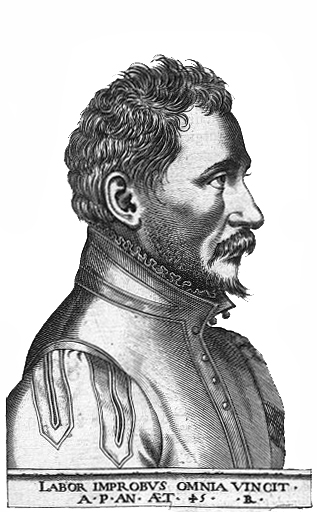
Ambroise Paré
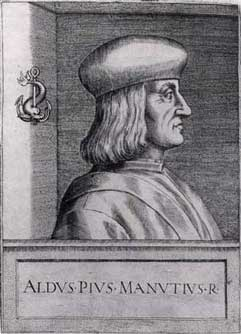
Aldo Manunzio

### Rückgriff auf antike Prinzipien

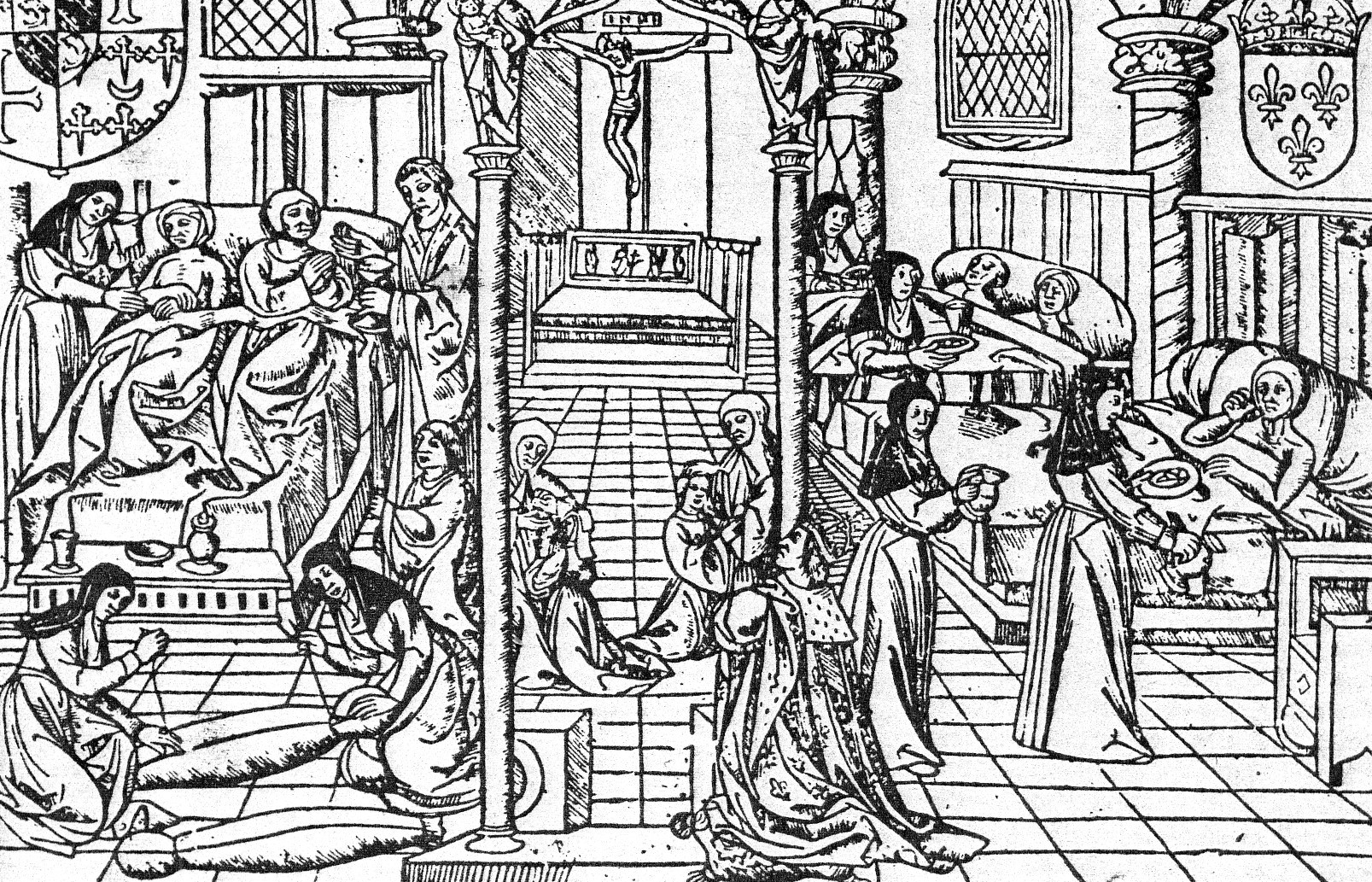
Hotel Dieu um 1500

Der französische Wundarzt Ambroise Paré, der spätere Direktor des Hôtel-Dieu Krankenhauses in Paris, schloss sich in der ersten Hälfte des 16. Jahrhunderts den Truppen des französischen Königs Franz I an. Als Feldscher sammelte Paré in Norditalien Erfahrungen mit der Versorgung von Schussverletzungen. Der zu dieser Zeit üblichen Methode des Ausbrennens solcher Wunden mit siedendem Öl setzte Paré eine eigene Methode entgegen, die von den antiken römischen Heilkundigen inspiriert war: er trug ein Gemisch aus Eigelb, Rosenöl und Terpentin auf, womit er bedeutend bessere Ergebnisse erzielte. Später beschrieb Ambroise Paré seine Erfahrungen und Erkenntnisse in dem Lehrbuch La méthode de traicter les playes faictes par hacquebutes et aultres bastons à feu et de celles qui sont faictes par flèches, dardz et semblables, aussy des combustions spécialement faictes par la pouldre à canon, das 1545 in Paris erschien und sich rasch zum Standardwerk entwickelte.  Bis weit in das 18. Jahrhundert hinein war die Profession des Wundarztes von den deutlich höher angesehenen akademisch ausgebildeten Medizinern getrennt. Dies änderte sich in Frankreich 1731 und in Deutschland 1795 mit der Gründung der Militärmedizinischen Akademie im Königreich Preußen. Entsprechend erweiterten die Erfahrungen der Feldchirurgie das Verständnis von der Versorgung komplexer Wunden.

### Entdeckung von Asepsis und Antiseptik
Für einen komplizierten Wundverband sprach sich der sächsische Mediziner Karl August Weinhold bei der Versorgung von chronischen Beinwunden aus. Er beschrieb im Jahr 1810 mit seinem „Circulair-Pflaster“ einen Klebeverband, der durch eine Kombination von Kompressionstherapie und Exsudatmanagement die Abheilung eines chronischen Ulcus cruris befördern sollte. Aufbauend auf den Entdeckungen Louis Pasteurs entwickelte der schottische Chirurg Joseph Lister in der zweiten Hälfte des 18. Jahrhunderts neue Prinzipien zur Erstellung von Wundverbänden, indem er Karbolsäure zur Bekämpfung von Keimen bei der Desinfektion von Wunden und Behandlungsräumen nutzte. Durch sein Engagement hielten das Prinzip der aseptischen Vorgehensweise und die Antiseptik Einzug in die Wundversorgung.
 Auch das Verständnis davon, was ein Wundverband leisten soll, änderte sich. Diente der Verband bisher lediglich als Schutz vor weiteren Verletzungen oder als Träger eines Therapeutikums, sowie zum Aufnehmen des Wundexsudats, gewann er nun zunehmend an Bedeutung bei der Verhinderung des Eindringens von Keimen und somit in der Vorbeugung von Wundinfekten. Erstmals wandte Lister einen solchen desinfizierenden Verband, der mit Phenol getränkt war, am Schienbein eines Jungen im Jahr 1865 an. Seine Ergebnisse, die er 1867 im medizinischen Fachjournal The Lancet veröffentlichte, wurden von der Fachöffentlichkeit größtenteils ablehnend aufgenommen. Lister entwickelte eine achtlagige Bandagierungstechnik zur Wundversorgung, die als „Listerscher Verband“ bekannt wurde, zudem ist die Listerschere zur Entfernung von Verbänden nach ihm benannt. Der junge US-amerikanische Pharmazeut und Unternehmer Robert W. Johnson hörte Listers Vortrag über die aseptische Chirurgie auf der Weltausstellung 1876 in Philadelphia. Gemeinsam mit seinem Geschäftspartner George Seabury entwickelte er selbsthaftende Wundpflaster auf Basis von galvanisiertem Kautschuk, die als „amerikanische Pflaster“ bekannt wurden. Gemeinsam mit seinen beiden Brüdern gründete Robert W. Johnson zehn Jahre später die Firma Johnson & Johnson, die industrielle Schnellpflaster nach Listers Prinzipien herstellte und zum Weltkonzern wurde. Etwa zur selben Zeit entwickelte der Hamburger Apotheker Paul Carl Beiersdorf gemeinsam mit dem Hautarzt Paul Gerson Unna ein mit Guttapercha bestrichenes Pflaster, das er im Jahr 1882 zum Patent anmeldete. Aus der Idee zu einem neuartigen Pflaster entstand die Beiersdorf AG, mit der Unna auch unter Oscar Troplowitz, dem Nachfolger des Firmengründers, weiter zusammenarbeitete.
Listers Karbolsäure wurde, obwohl sie die Haut stark angreift, als 2- oder 3-prozentige Lösung noch Anfang des 20. Jahrhunderts in der Wundversorgung eingesetzt. Im häuslichen Bereich kamen zudem Borsäure und Iodoform zur Desinfektion von Wunden zur Anwendung – letzteres  auch in Form von damit getränkter Gaze.

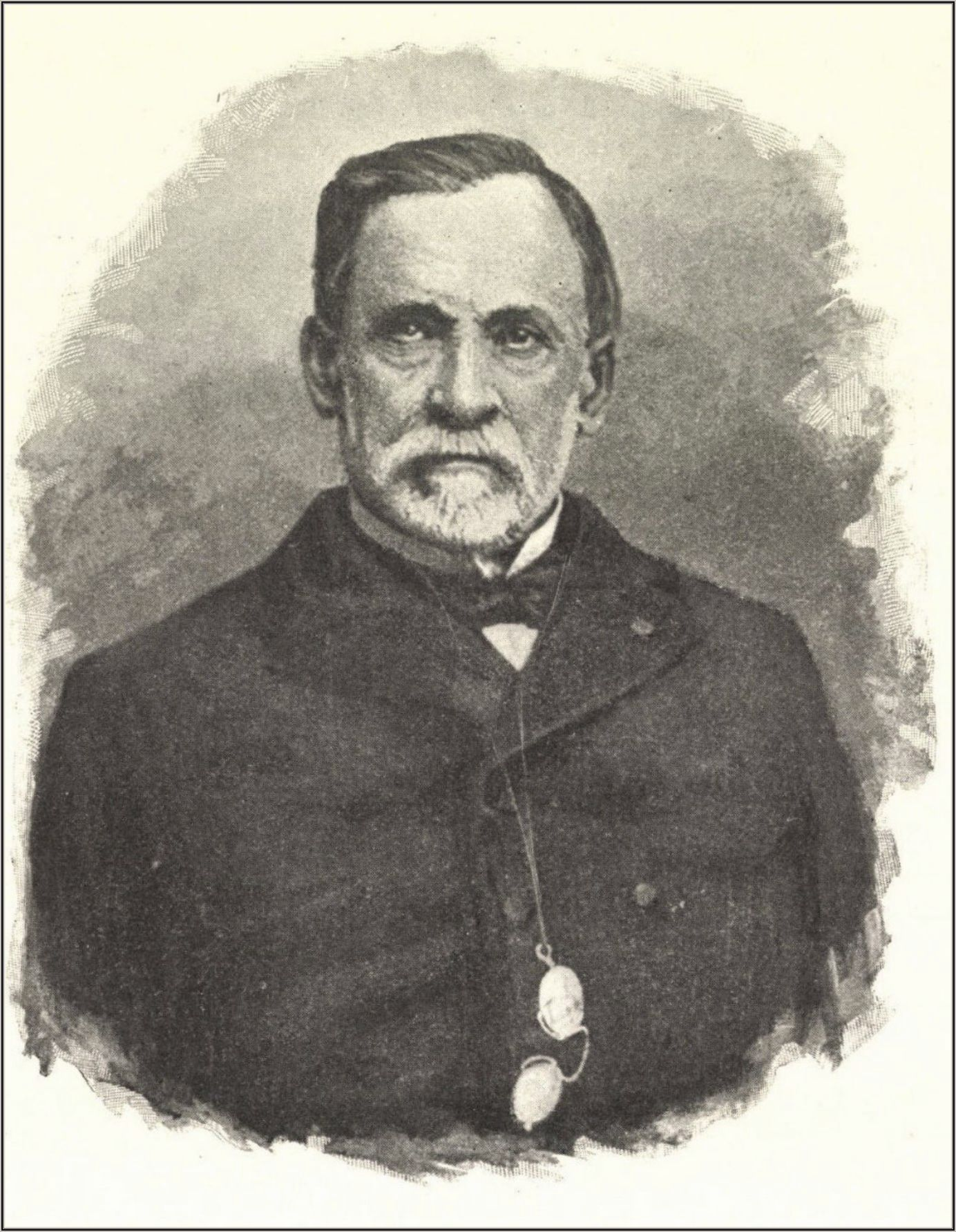
Louis Pasteur
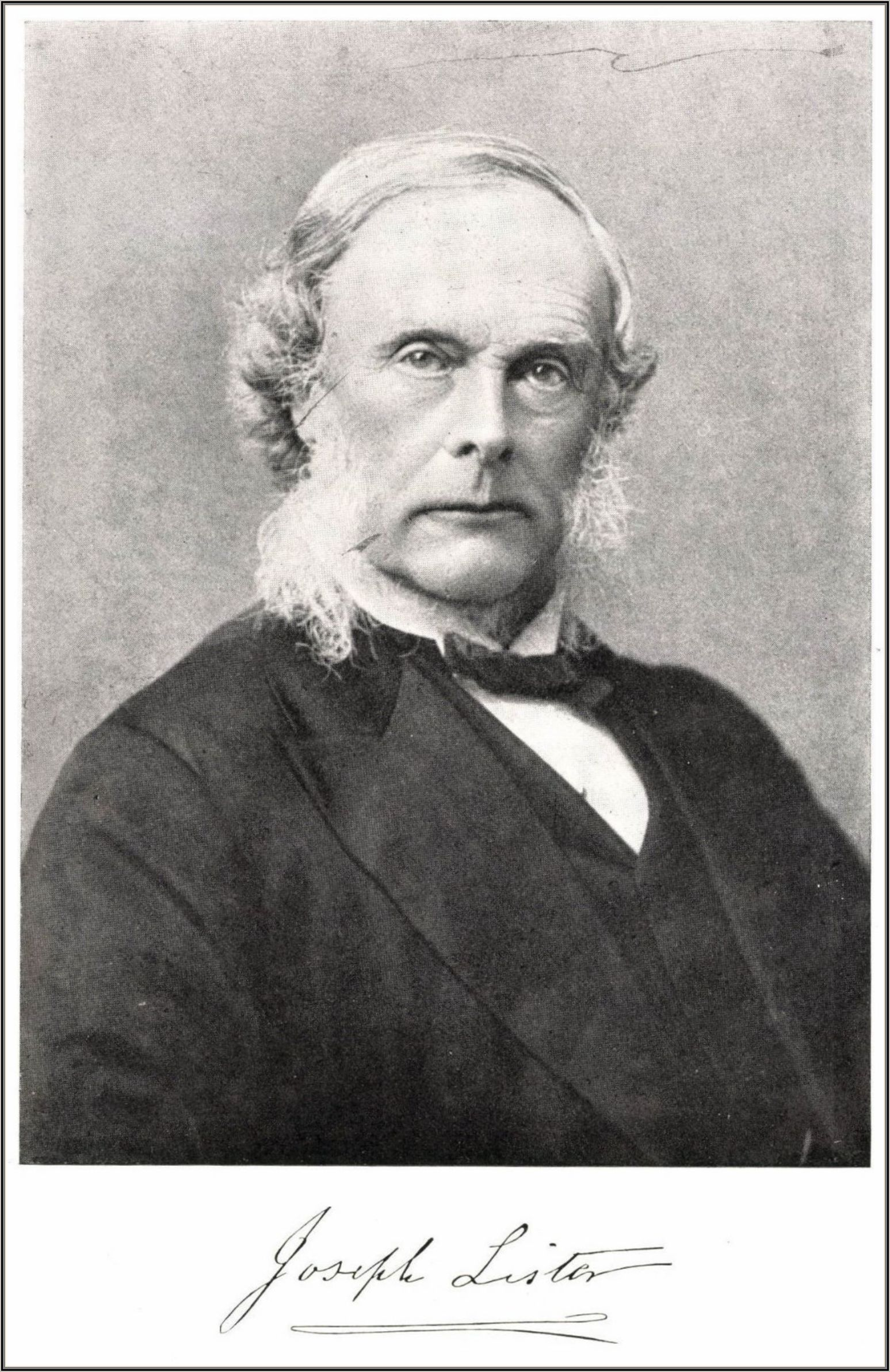
Joseph Lister
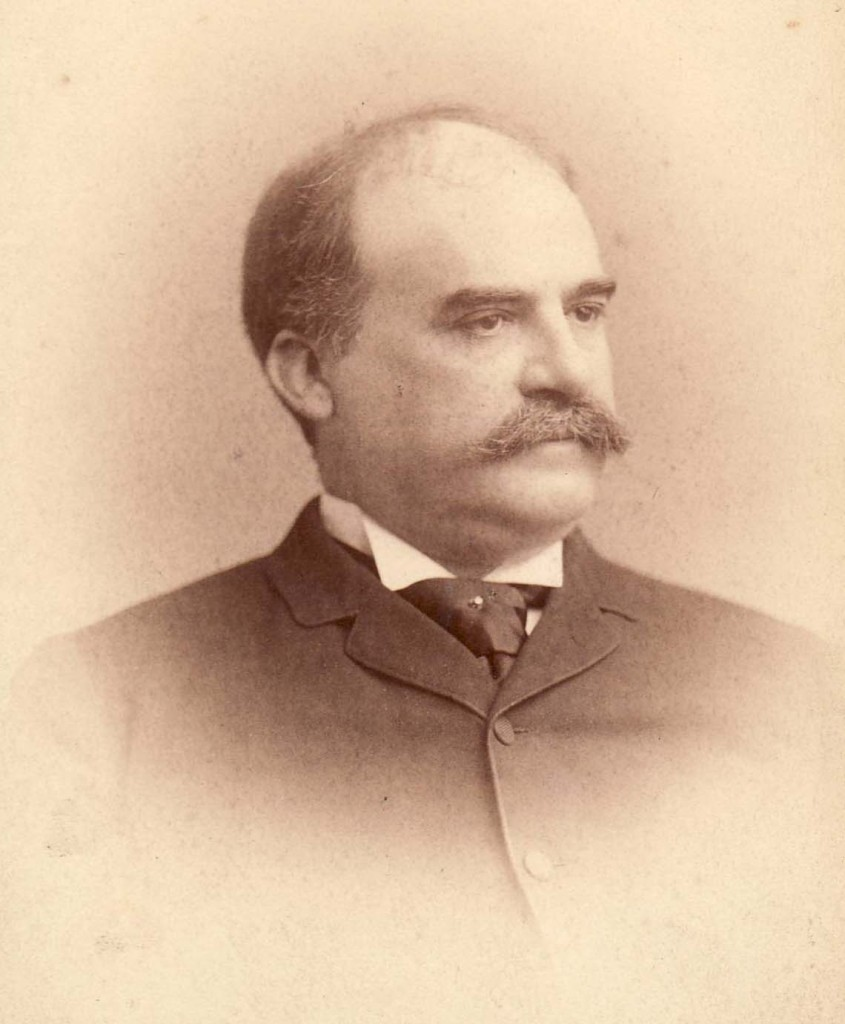
Robert W. Johnson
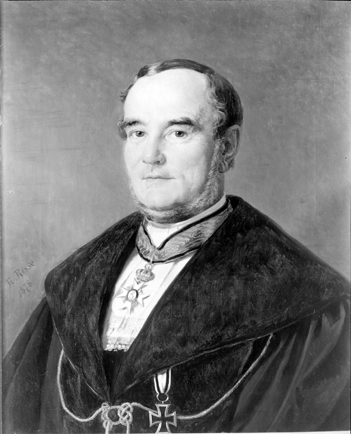
Viktor von Bruns
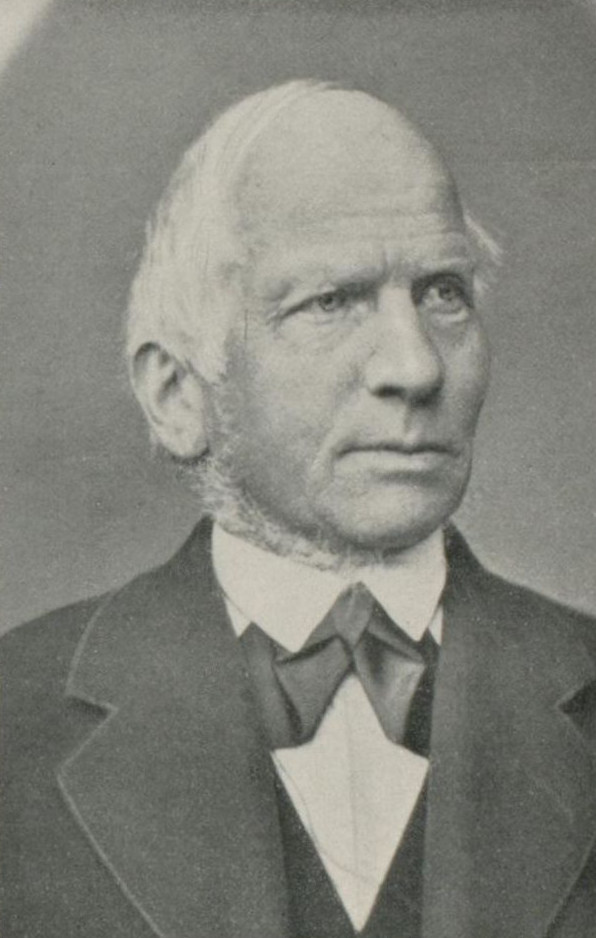
Paul Hartmann

### Von trockener zu feuchter Wundversorgung

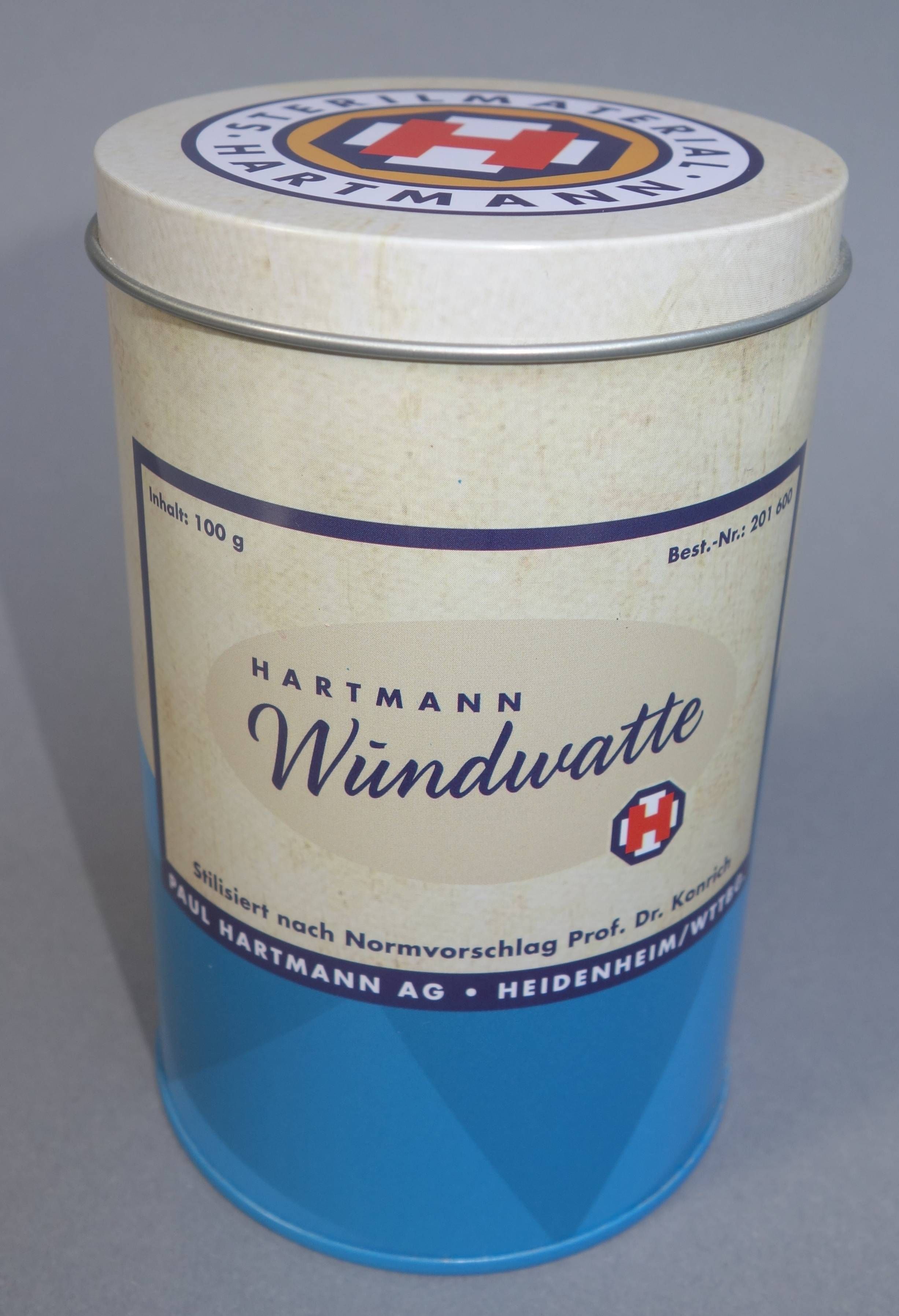
Wundwatte von Hartmann

Ein weiterer entscheidender Schritt in der Entwicklung der Materialien zur Wundversorgung, der auf Joseph Listers Erkenntnissen aufbaute, war die Einführung von entsprechend behandelter Baumwolle als Verbandmittel durch eine Idee des deutschen Chirurgen Viktor von Bruns. Durch ein spezielles Verfahren gelang es ihm, Baumwolle zu bleichen und zu entfetten, dadurch wurde das Material einerseits keimarm, andererseits besonders saugfähig, und konnte als Wundwatte verwendet werden. Auf Basis von Viktor von Bruns Idee begann der Schweizer Unternehmer Heinrich Baeschlin 1871 die industrielle Fertigung von Wundwatte. In Deutschland wurde das Konzept vom schwäbischen Unternehmer Paul Hartmann aufgegriffen, der in Heidenheim eine traditionsreiche Spinnerei betrieb. Anfang des 20. Jahrhunderts setzte sich im Zuge der stärker geforderten Kriegschirurgie neben der Infusionstherapie und der Transfusionstherapie auch das Prinzip der aseptischen und antiseptischen Wundbehandlung weltweit durch. Weitere Fortschritte brachten die Entdeckung des Penicillins in 1928 und der antibakteriellen Wirkung von Sulfonamidverbindungen in 1932. Im Jahr 1979 gelang dem walisischen Pharmazeuten Terence Dudley Turner der Nachweis, dass ein feuchtwarmes Wundmilieu der Abheilung förderlicher ist, als trockene Umgebungsbedingungen. Auf Basis seiner Erkenntnisse formulierte Turner die Kriterien für einen idealen Wundverband. Hierzu gehört die thermische Isolierung der Wunde unter Gewährleistung eines ausreichend feuchten Wundbereichs bei gleichzeitiger Beseitigung überschüssigen Exsudats. Auf Basis von Terence Turners Erkenntnissen wurde das Prinzip der trockenen Wundversorgung, das noch auf den Maßgaben von Hippokrates fußte, von der modernen feuchten Wundversorgung abgelöst.

## Bedeutung der Wundbehandlung
Die Wundbehandlung zielt ab auf die Verhinderung einer Wundinfektion und eine rasche funktionsgerechte Regeneration des zerstörten Gewebes.
Man unterscheidet zwischen trockener und feuchter Wundbehandlung. Letztere kommt beispielsweise bei der Dauerversorgung chronischer Wunden zum Einsatz, insbesondere bei der sekundären Wundheilung. Von diesen sind Dekubitalgeschwüre, diabetisches Fußsyndrom und das gefäßbedingte Ulcus cruris am häufigsten. Die trockene Wundbehandlung wird beispielsweise an chirurgisch verschlossenen Wunden angewandt (Nähte, Klammern – Ziel: Heilung per primam) oder bei endständigen Nekrosen (z. B. bei nekrotischen Zehen) bis zur chirurgischen Sanierung oder bei Sterbenden, um zu lindern und den Patienten nicht unnötig mit überbordenden Maßnahmen zu belasten.
In Deutschland betrifft dies ca. drei bis vier Millionen Menschen (ca. 300.000–400.000 in Österreich bzw. der Schweiz).
Die jährlichen Kosten für die Behandlung chronischer Wunden wurden 1997 auf 2,15 bis 3,25 Milliarden, 2008 auf rund fünf Milliarden Euro geschätzt. Durch die fortschreitende Überalterung der Bevölkerung und die gleichzeitige Zunahme von Übergewicht und Diabetes mellitus ist mit weiteren Belastungen in den kommenden Jahren zu rechnen.

## Wundeinschätzung
Die Situation des Patienten und seiner Wunde wird möglichst umfänglich und unter verschiedenen Gesichtspunkten beurteilt. Dieser Prozess wird regelmäßig wiederholt und die Ergebnisse in der Wunddokumentation festgehalten. Die hierbei aufgeführten Daten aber auch weiterführende Informationen werden beim Wundassessment, bei der Wundbeurteilung oder im Verlauf der Wundanamnese erhoben – diese Begrifflichkeiten und die damit verbundenen Maßnahmen werden in der Fachliteratur zum Teil nicht klar voneinander abgegrenzt, beziehungsweise unterschiedlich interpretiert.
- Das Wundassessment erfasst die lokale Wundsituation, beispielsweise die Ausdehnung der Wunde, eventuelle Taschen und Unterminierungen oder Menge und Art des Wundexsudats.[18]
- Die Wundbeurteilung erfasst bestehende Risiken, die Einfluss auf den Heilungsprozess haben könnten. Die Ergebnisse der Wundbeurteilung ermöglichen eine regelmäßige Überprüfung des Erfolgs der Wundversorgung. Auf Basis der Wundbeurteilung erfolgen Entscheidungen hinsichtlich des Vorgehens, oder der Auswahl der Wundauflagen.[19]
- Die Wundanamnese fasst den Fokus deutlich weiter und nimmt den Patienten als Ganzes in den Blick. Im Rahmen der Wundanamnese werden alle patientenbezogenen Aspekte erfasst, die Relevanz für die Wunde und ihre Abheilung haben. Die Ergebnisse geben unter anderem Aufschluss über das Leben des Patienten mit seiner Wunde und die Auswirkungen auf den persönlichen Alltag.[18]

### Wundart
Die Einschätzung der Wunde gibt – unter Einbeziehung aller wund- und patientenbezogenen Faktoren – Aufschluss über die Art der vorliegenden Gewebeschädigung: die Wunddiagnose. Einige Wundarten sind rasch, einfach und eindeutig zu diagnostizieren, zum Beispiel chirurgisch gesetzte Wunden, die im Rahmen eines medizinischen Eingriffs entstanden sind oder Schürfwunden, die sich auf einen Unfall zurückführen lassen. Andere Wundarten sind nur im Rahmen einer weiterführenden Diagnostik eindeutig feststellbar. Hierzu gehören insbesondere die Chronischen Wunden, wie Ulcus cruris venosum oder das Diabetische Fußulcus in Folge des Diabetischen Fußsyndroms (DFS). Die Feststellung der Wundart ist maßgeblich für die Auswahl bei der Wundversorgung zum Einsatz kommenden Versorgungs- und Therapiemethoden und gibt zudem Hinweise auf Effizienz und Erfolg der Kausaltherapie, die hinsichtlich der Grunderkrankung zur Anwendung kommt.

### Wundzustand
Der Wundzustand hängt von verschiedenen Faktoren ab. Hierzu gehört die jeweilige Heilungsphase, auch Wundphase genannt. In der ersten Phase der Wundheilung, der Reinigungsphase, ist die Exsudationsmenge erhöht, weshalb sie auch Exsudationsphase genannt wird. In der zweiten Heilungsphase, der Granuilationsphase, entsteht frisches, körnig rot erscheinendes Gewebe, in dem sich neue Blutgefäße entwickeln. In der abschließenden Epithelisierungsphase kommt die Exsudation schließlich vollständig zum Erliegen, während Epithelgewebe die Wunde vom Rand her einwachsend verschließt. Die Auswahl der entsprechenden Wundauflage hängt wesentlich vom jeweiligen vorliegenden Wundzustand ab. Die Einschätzung des Wundzustands gibt zudem Aufschluss über verschiedene Komplikationen, die zu Wundheilungsstörungen führen können und im Rahmen der Wundversorgung beachtet werden müssen. Zu diesen Komplikationen gehören die Wundinfektion, Flüssigkeitsansammlungen innerhalb des Gewebes, überschießendes Gewebe oder abgestorbenes Gewebe, die sogenannten Nekrosen.

## Wundreinigung

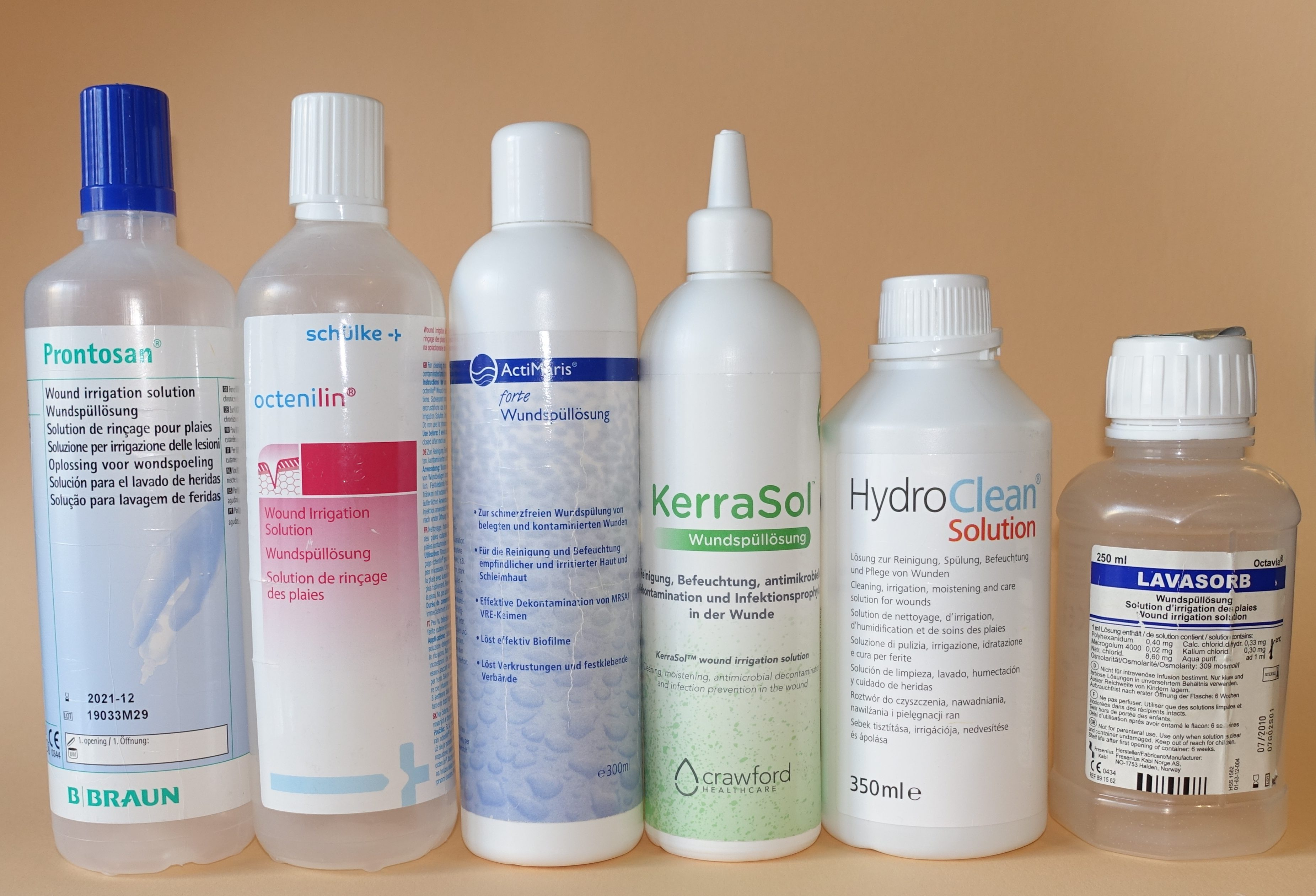
Verschiedene Wundspüllösungen

Die Reinigung der Wunde dient der Säuberung von Fremdkörpern, Gewebetrümmern, Belägen und Resten von Verbandmitteln, sowie der Verringerung der Keimlast. Die Wundreinigung ist einerseits die Voraussetzung für eine zutreffende Beurteilung des Wundzustands, andererseits die wesentliche Grundlage des störungsfreien und erfolgreichen Heilungsverlaufs. Sie ist somit notwendiger Bestandteil einer jeden Wundversorgung. Wunden sind niemals steril und auch sauber erscheinende, frische Wunden sind stets von Keimen besiedelt, die aus der unmittelbaren Umgebung auf den Wundgrund gelangen. Hierbei handelt es sich meist zunächst um Vertreter der Hautflora. Hinzu kommen Wasserkeime, Darmbakterien und auch Sporenbildner. Bei unsauberen und chronischen Wunden findet sich nicht nur eine größere Anzahl, sondern auch eine erheblich höhere Bandbreite an Keimen. Neben Keimen können auch Fremdkörper wie Verbandreste vom Rand in die Wunde gelangen. Beides kann das fragile Gleichgewicht auf dem Wundgrund beeinflussen und die Abheilung stören. Daher ist eine Wunde immer von innen nach außen zu reinigen.

### Wundspülung
Geeignet zum Einsatz bei der Wundreinigung sind zum Beispiel Ringerlösung und spezielle Wundspüllösungen, die Hypochlorige Säure, Natriumhypochlorit, Octenidin oder Polihexanid enthalten. Bei Wunden, die Anzeichen einer Infektion zeigen, oder infektgefährdet sind, kommen für einen begrenzten Zeitraum von maximal etwa zwei Wochen Wundantiseptika zum Einsatz. Nach spätestens zwei Wochen sollte eine Infektion beseitigt sein und die weitere Wundreinigung wird mit deutlich weniger kostspieligen Wundspüllösungen fortgesetzt. Unfiltriertes Leitungswasser gilt als ungeeignet für die Wundreinigung.

### Wunddébridement
Das Débridement von Wundrand und Wundgrund ist die radikale und effiziente Form der Wundreinigung und kann nach verschiedenen Methoden erfolgen, beispielsweise als mechanisches Débridement mit medizinischen Instrumenten oder im Rahmen einer Madentherapie. Ziel ist die Beseitigung von Biofilm, abgestorbenem Gewebe, beispielsweise Nekrosen, Rückständen von Verbandmitteln und sonstigen unerwünschten Fremdkörpern. Die grundsätzliche Unterscheidung zwischen dem Chirurgischen Débridement und dem Scharfen Débridement definiert auch die mögliche Zuständigkeit für diese Maßnahmen. Beim Chirurgischen Débridement dringt der Anwender, beispielsweise mit dem Skalpell, bis in gesundes Gewebe vor, daher wird es von Ärzten durchgeführt. Davon abzugrenzen ist das Scharfe Débridement, das lediglich bis an den Rand des abgestorbenen Gewebes reicht und unter Umständen an entsprechend ausgebildete Personen aus Gesundheitsfachberufen delegiert werden kann.

## Wundauflagen
Wundauflagen verhindern, dass Fremdkörper und Erreger in die Wunde eindringen können. Zudem schützen sie vor Druck, Reibung, Wärmeverlust und Austrocknung. Weitere wichtige Aufgaben sind die Aufrechterhaltung eines feucht-warmen Wundmilieus sowie die Aufnahme von Blut und Wundexsudat. Als Medizinprodukte müssen Wundauflagen, die bei der Wundversorgung zum Einsatz kommen, den Anforderungen des Medizinproduktegesetzes entsprechen. Bei der Erstellung eines Wundverbands können Wundauflagen als unmittelbare oder als indirekte Wundabdeckung zum Einsatz kommen. Es wird dementsprechend in Primär- und Sekundärverband unterschieden. Zudem können einige Wundauflagen bei tieferen Wunden als Tamponade verwendet werden. Abschließend wird der Wundverband gegebenenfalls durch eine Fixierung stabilisiert. Bei exsudierenden Wunden oder an Körperregionen, bei denen Flüssigkeit auf die Haut und die Wunde einwirken kann, wird der Wundverband zudem durch einen Hautschutz ergänzt. Wundauflagen kommen indikationsbezogen zum Einsatz. Die Entscheidung für ein bestimmtes Produkt orientiert sich also am Wundzustand, an begleitenden Faktoren und an den Präferenzen und Vorstellungen des Patienten.

### Tamponade

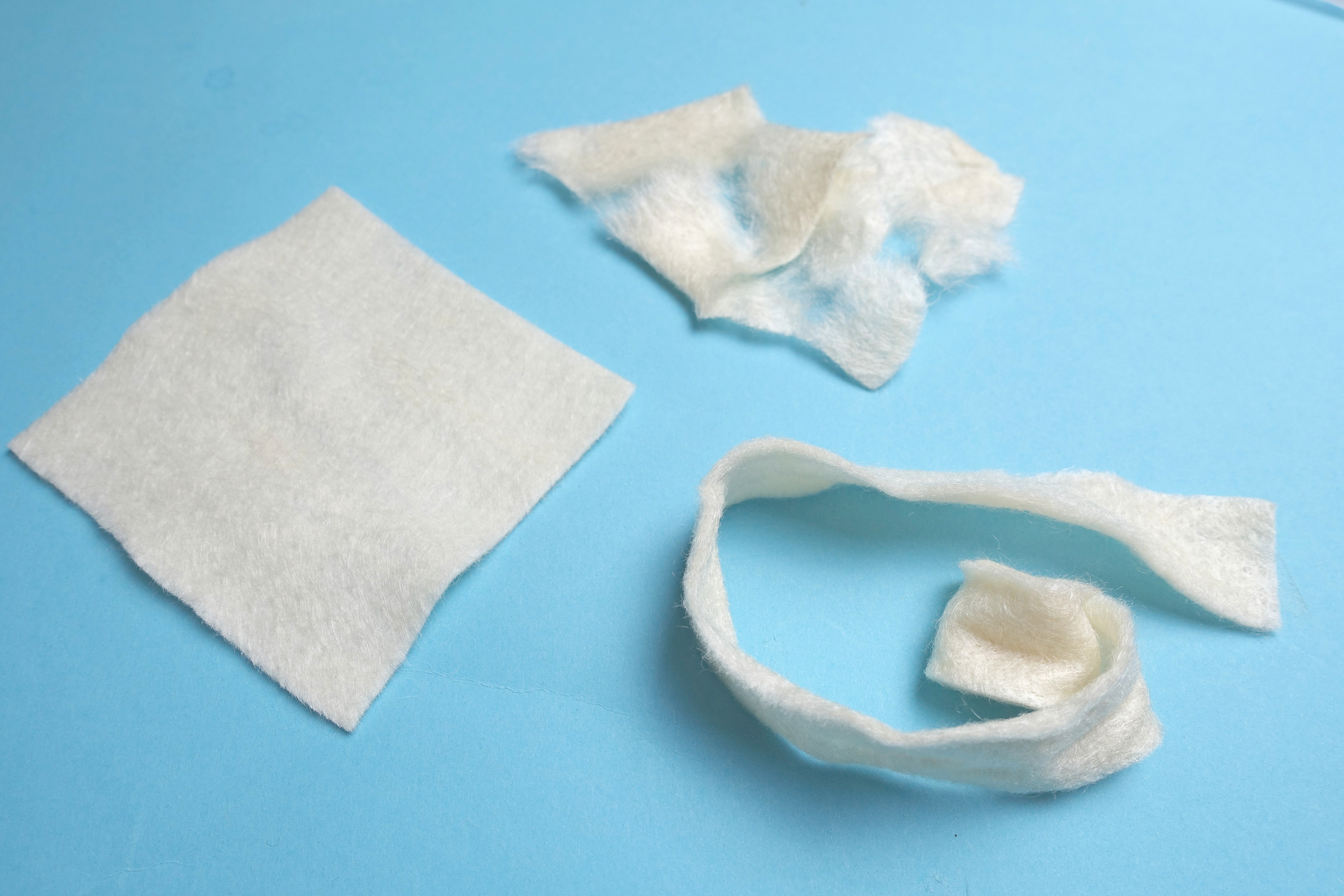
Alginat kann als Tamponade oder als Auflage eingesetzt werden

Es ist wesentlich, dass der Wundverband unmittelbaren Kontakt mit dem Wundgrund hat. Tiefe und zerklüftete Wunden, sowie Wundtaschen, auch als „Unterminierungen“ bezeichnet, die sich unterhalb von intaktem Gewebe verbergen, werden dementsprechend mit Wundfüllern austamponiert. Ein typisches Produkt, das als Tamponade bei tiefen Wunden verwendet werden kann, ist Alginat, das bei Kontakt mit Flüssigkeit gelartig aufquillt. Eine Alternative sind Produkte aus Hydrofasern, die bei Kontakt mit Blut oder Wundexsudat ein Gel bilden.

### Primärverband

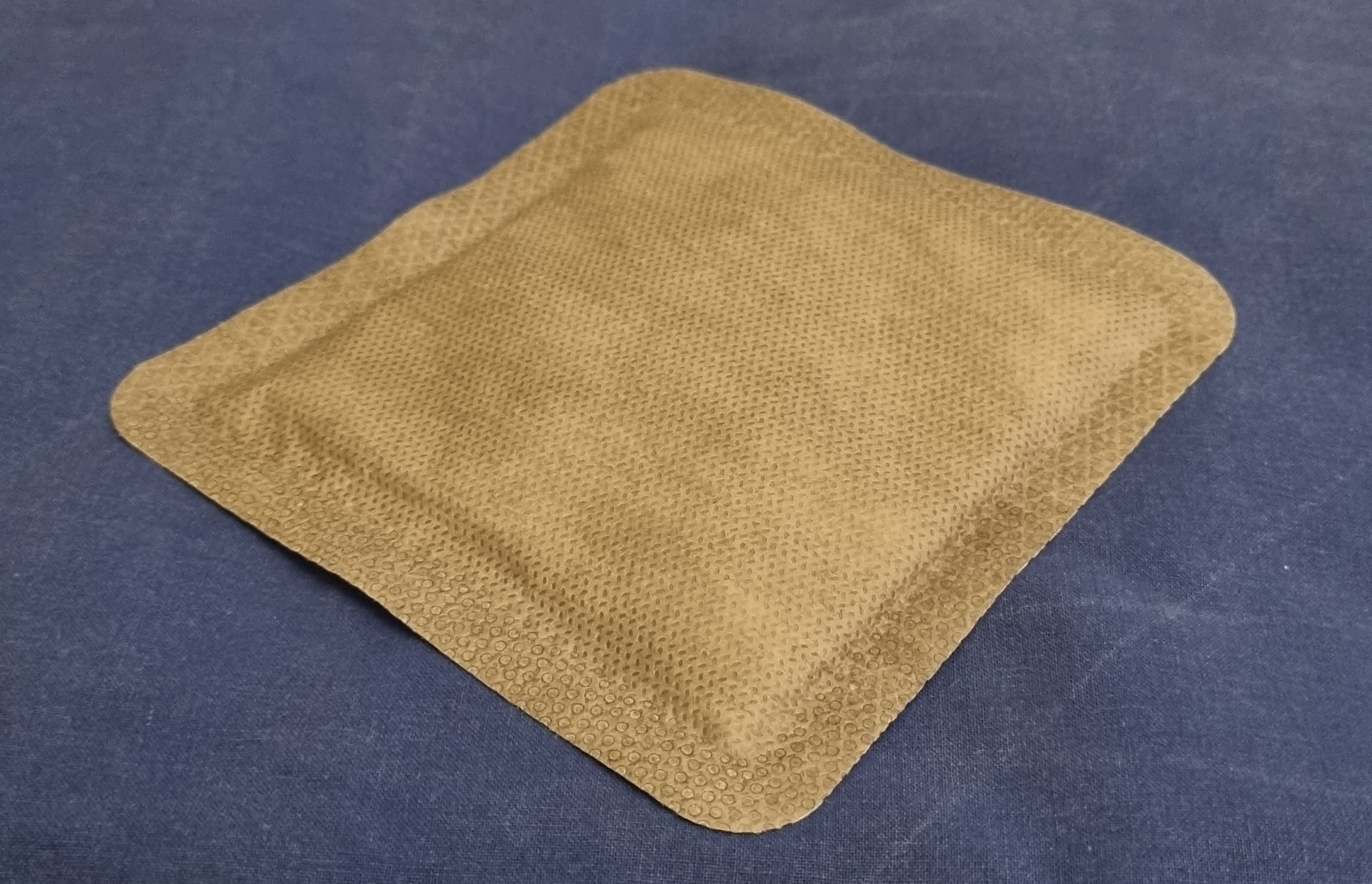
Diese Superabsorbierende Wundauflage ist als Primär- oder als Sekundärverband einsetzbar

Die Wundauflage, die unmittelbar mit dem Wundgrund in Kontakt steht, bezeichnet man als Primärverband. Wenn eine tiefe Wunde, wie im vorherigen Abschnitt geschildert, mit einer Tamponade versorgt wurde, gilt diese als Primärverband. Bei vielen flachen Wunden ist der Primärverband, eventuell ergänzt um eine Fixierung, die einzige Wundauflage. Wunden mit wenig oder keinem Exsudataufkommen, beispielsweise frische OP-Wunden mit Naht oder Tattoo-Wunden, können mit Folienauflagen versorgt werden, wobei keine zusätzliche Fixierung notwendig ist. Bei Wunden mit einem großen Exsudataufkommen, kommen hingegen Produkte zum Einsatz, die Exsudat von der Wunde wegleiten können, ohne es selbst aufzunehmen. So leiten sogenannte „Transferschäume“ die Flüssigkeit in einen darüber angebrachten Sekundärverband, beispielsweise einen Superabsorber mit einem entsprechenden Fassungsvermögen. Weitere typische Primärverbände sind dünne Wundauflagen, die das Verkleben des darüberliegenden aufnahmestarken Sekundärverbands mit dem Wundgrund verhindern. Hierfür kommen fettbeschichtete Gazen oder sogenannte Wunddistanzgitter zum Einsatz, die entsprechend beschichtet sind, beispielsweise mit Silikon oder gelbildenden Partikeln. Der Einsatz solcher Produkte trägt zur Verlängerung der Wundruhe bei und fördert somit den Heilungsprozess, denn beim Verbandwechsel wird nur der gesättigte Sekundärverband entfernt, während der Primärverband für mehrere Tage verbleiben kann.

### Sekundärverband
Im Gegensatz zum Primärverband steht der Sekundärverband nicht in direktem Kontakt mit der Wunde, hat aber, im Gegensatz zum dritten Verbandsbestandteil, der Fixierung, eine wichtige Funktion für die Wundheilung. Typische Sekundärverbände sind aufnahmestarke Produkte, beispielsweise Mullkompressen. Auch die besonders aufnahmefähigen Superabsorber sind eine typische Wahl für einen Sekundärverband bei außergewöhnlich stark exsudierenden Wunden.

### Hautschutz
Zum Schutz des Wundrandes und der Wundumgebungshaut vor Reizung, Irritation und Mazeration wird der Wundverband durch einen Hautschutz ergänzt. Diese Produkte kommen zum Einsatz, wenn die Wunde stark exsudiert oder sich an einer Körperstelle befindet, wo Schweiß, Kot oder Urin übermäßig auftreten können. Hierbei werden durchsichtige Hautschutzfilme verwendet, die mit Spray oder Applikatorstäbchen aufgetragen werden und die Beobachtung der bestrichenen Hautareale ermöglichen. Undurchsichtige Salben, Fette, Öle oder Pasten sind für den Hautschutz bei Wunden aus mehreren Gründen nicht geeignet. Zudem können sie die Haftung der Verbandmaterialien behindern. Ein transparenter Hautschutzfilm, der unterhalb der Wundauflage oder der Fixierung aufgebracht ist, kann hingegen die Haftwirkung des Wundverbands verbessern.

### Fixierung
Die wenigsten der im Rahmen der feucht-warmen Wundversorgung eingesetzten Wundauflagen kleben aber einige haben haftende Eigenschaften oder sogar Haftränder. Manche müssen zur Stabilisierung dennoch zusätzlich fixiert werden. Wundverbände, bei denen nicht-klebende oder nicht-haftende Produkte verwendet wurden, bedürfen generell einer Fixierung. Fixiermaterialien müssen nicht steril sein und können sehr unterschiedliche Eigenschaften aufweisen. Die Palette der Möglichkeiten reicht von einfachen Schlauchverbänden aus Gaze bis hin zu speziell behandelten Folien. Letztere sind sinnvoll, um dem Patienten das Duschen zu ermöglichen, ohne den Wundverband zu gefährden, aber generell sollte eine Wundauflage nicht permanent vollständig von einer Folie überdeckt sein. Klassische Fixiermaterialien sind die bekannten Rollenpflaster. Manche dieser Pflaster können allerdings insbesondere die empfindliche Haut von Wundrand und -umgebung gefährden, daher bietet der Markt auch Produkte mit Silikonbeschichtung an, die nur haften und nicht kleben und daher leichter abzulösen sind.

## Wunddokumentation
Die Wunddokumentation wird unabhängig von der allgemeinen Pflegedokumentation geführt und bezieht sich ausschließlich auf die Wunde, eventuelle damit im Zusammenhang stehende oder ihr zugrundeliegende Erkrankungen sowie die entsprechenden Auswirkungen auf den Patienten, beispielsweise hinsichtlich seiner Lebensqualität. Dafür bildet die Wunddokumentation den Ist-Zustand der Wunde ab. Die hierbei erfassten Daten erlauben diagnostische Rückschlüsse, sind Grundlage der Entscheidung für oder gegen therapeutische Maßnahmen und geben Aufschluss über den Erfolg der Therapie.

### Fotodokumentation
Unter bestimmten Umständen kann eine Fotodokumentation, aus der der Verlauf des Abheilungsfortschritts optisch ablesbar ist, die Wunddokumentation ergänzen. Hierfür sollte eine Digitalkamera zur Verfügung stehen, die über Blitz und Makrofunktion verfügt. Zudem müssen eine Wiederauffindbarkeit, eine klare Zuordbarkeit, sowie der Datenschutz gewährleistet sein. eine Fotodokumentation kann die schriftliche Dokumentation allerdings nur ergänzen, nicht ersetzen. Wenn die erstellten Fotos durch ein EDV-gestütztes Dokumentationssystem ausgewertet werde, ist es möglich, die Ausdehnung der Wunde digital zu messen und entsprechende Veränderungen darzustellen.

### Digitale Dokumentation
In Folge der zunehmenden Digitalisierung im Gesundheitsbereich finden verstärkt digitale Dokumentationssysteme Verbreitung. Entsprechend stehen auch diverse EDV-gestützte Systeme zur Wunddokumentation zur Verfügung, von denen einige seit 2006 erhältlich sind. Solche Systeme ermöglichen einen rascheren Austausch innerhalb der Gruppe der verschiedenen an der Versorgung Beteiligten miteinander. Digitale Dokumentationssysteme beschleunigen aber weder zwangsläufig die Prozesse noch stellen sie eine verbesserte Einschätzung der Wundsituation sicher, denn auch diese Systeme benötigen die händische Eingabe und basieren auf der Einschätzung der Pflegekraft oder des Arztes. Zu den Vorteilen, die eine digitale Wunddokumentation bietet, gehört die Möglichkeit, die Wundfläche auf einem Foto genau anzeigen zu lassen oder die erhaltenen Daten in eine statistische Auswertung einzuspeisen.

## Interdisziplinäres und interprofessionelles Vorgehen
Um eine Heilung beziehungsweise bestmögliche Resultate zu erreichen und die Belastung für Patienten, Helfer, Angehörige und das Gesundheitssystem zu begrenzen, ist eine Zusammenarbeit aller an der Wundversorgung beteiligten Personen und Institutionen erforderlich (Interdisziplinär – Transsektoral – Intradisziplinär). Um nicht nur die Wunde, sondern auch die individuellen Bedürfnisse des Patienten, seine Lebensgewohnheiten und Vor- und Begleiterkrankungen zu berücksichtigen, stimmen sich Patient, Angehörige, Ärzte und Pflegende gemeinsam ab, um ein individuelles Therapiekonzept zu erarbeiten. Durch regelmäßige Kontrollen (auch Hausbesuche) mit ausführlicher Wunddokumentation lassen sich Erfolge, aber auch Therapiefehler schneller erkennen.

## Experimentelle Ansätze
Es gibt experimentelle Therapien und eine Vielzahl spezieller apparativer Verfahren, welche zur Wundbehandlung zur Verfügung stehen.
Beispiele sind:
- der Einsatz von kaltem Plasma[32]
- Low-Level-Laser-Therapie
- Ultraschall-assoziierte Wundreinigung
- Vakuumtherapie